# Kiyuksa (Oglala)
Kiyuksa (Kiyaksa) /Breaks-his-own; break-their-own-customs ili cut band, Cut Offs/ jedna od bandi Oglala Indijanaca. Kiyuksa su uajedno s bandama Payabya ili Pushed Aside (poglavica Man-Afraid-of-His-Horse's band) i Tapishlecha ili Split Liver činili polovicu plemena Oglala nazivanu Bear People. Vodio ih je poglavica Bull Bear 
Uz Oglala vlastite (kako ih naziva Kingsley M. Bray), odnosno Hunkpatila, s bandom Oyukhpe (Oyuhpe) su svakoga lipnja započinjali plemensku svečanost Plesa sunca (Sun Dance).
Njihove dvije uže bande bile su: Kuinyan (Little Wound's band); Tapisleca (Tȟaphíšleča, Yellow Bear's band). 
Na rezervatu Pine Ridge naseljeni su uz Medicine Root Creek.